# CGC Viareggio 1982-1983
Questa voce raccoglie le informazioni riguardanti il CGC Viareggio nelle competizioni ufficiali della stagione 1982-1983.

## Stagione
Decima stagione di Serie A. Vengono ceduti Maggi e Marabotti, per questioni economiche. Viene ingaggiato un portoghese, Jaime Cardoso. E come sempre per gli stranieri, c'è la fase di ambientamento e in più imparare nuovi schemi.
Anche l'allenatore è nuovo: Gianassi. Ci sono tutti gli ingredienti perché sia un campionato molto difficile. L'obbiettivo è la salvezza. Già alla fine del girone d'andata, il Viareggio è ultimo. Viene esonerato Gianassi e richiamato Bargellini. Il CGC recupera posizioni, ma non abbastanza per non retrocedere. Così dopo sette campionati consecutivi di Serie A, retrocede nella nuova Serie A/2.

## Maglie e sponsor
|  | 1ª divisa | 2ª divisa |

## Rosa
| N° | Naz.                  | Ruolo | Sportivo           |  |  |  |
| -- | --------------------- | ----- | ------------------ |  |  |  |
| 10 | Italia (bandiera)     | P     | Alessandro Pardini |  |  |  |
| 1  | Italia (bandiera)     | P     | Lamberto Mazzoni   |  |  |  |
|    | Italia (bandiera)     | 3° P  | Jonata Coppola     |  |  |  |
|    | Italia (bandiera)     | E     | Mauro Cinquini     |  |  |  |
|    | Italia (bandiera)     | E     | Andrea Petrini     |  |  |  |
|    | Italia (bandiera)     | E     | Alessandro Fontana |  |  |  |
|    | Italia (bandiera)     | E     | Silvano Paoli      |  |  |  |
|    | Italia (bandiera)     | E     | Cesare Tomei       |  |  |  |
|    | Italia (bandiera)     | E     | Alessandro Pagni   |  |  |  |
|    | Portogallo (bandiera) | E     | Jaime Cardoso      |  |  |  |
|    | Italia (bandiera)     | E     | Alberto Paoli      |  |  |  |
|    | Italia (bandiera)     | E     | Marco Pardini      |  |  |  |
|    | Italia (bandiera)     | E     | Maurizio Crudeli   |  |  |  |
|    | Italia (bandiera)     | E     | Andrea Bertuccelli |  |  |  |
|    | Italia (bandiera)     | E     | Aniello Vezzuto    |  |  |  |
|    | Italia (bandiera)     | E     | Luca Tazioli       |  |  |  |